# ستراخرو
ستراخرو (به اسپانیایی: Sotragero) یک شهرستان در اسپانیا است که در کاستیا و لئون واقع شده‌است.

## خصوصیات
ستراخرو ۵ کیلومترمربع مساحت و ۱۹۷ نفر جمعیت دارد.